# Надводні сили
Надво́дні си́ли фло́ту — у військовій справі:
1. узагальнювальне найменування усіх надводних бойових кораблів ВМФ (ВМС) держави або одного з його військово-морських об'єднань (флотів), що мають власну зброю і ведуть бойові дії на поверхні води. Даний термін використовується для позначення будь-якого сучасного типу суден, які не є підводними човнами. Поняття «надводні сили флоту» виникло на початку 20 століття у зв'язку з появою підводних човнів, які стали складовою частиною флотів. Термін «надводні сили флоту» у ряді країн, наприклад у ВМФ СРСР, іноді вживається як найменування роду сил ВМФ (ВМС).
2. організаційна форма об'єднання деяких класів надводних бойових кораблів і допоміжних суден повсякденної (адміністративної) організації у флотах деяких країн. Наприклад, У ВМС США з січня 1975 року були створені об'єднання надводних сил Атлантичного і Тихоокеанського флотів. До їх складу включені з'єднання кораблів, які раніше входили до крейсерсько-міноносних сили, амфібійних сил, мінно-тральних сил і сил обслуговування. Ці об'єднання очолюються командувачами, мають штаби надводних сил флоту і підпорядковані відповідно командувачам Атлантичного і Тихоокеанського флотів США.